# Prvobitni nuklid
Prvobitni nuklidi, znani tudi kot prvobitni izotopi, so v geokemiji, geofiziki in jedrski fiziki nuklidi, ki jih najdemo na Zemlji in obstajajo v sedanji obliki že od nastanka Zemlje. Prvobitni nuklidi so bili prisotni v medzvezdnem mediju, iz katerega je nastal sončni sistem in so nastali v ali po prapoku z nukleosintezo v zvezdah in supernovah. Obstajajo stabilni nuklidi in dolgoživi radionuklidi, ki so preživeli v predsončevi meglici do danes. Znanih je le 286 takih nuklidov.

## Stabilnost
Vsi znani 252 stabilni nuklidi in še 34 nuklidov, ki imajo razpolovno dobo dovolj dolgo, da so preživeli od nastanka Zemlje, so prvobitni nuklidi. Teh 34 prvobitnih radionuklidov predstavlja izotope 28-tih elementov. Kadmij, telur, ksenon, neodim, samarij in uran imajo po dva prvobitna radioizotopa (113
Cd
, 116
Cd
; 128
Te
, 130
Te
; 124
Xe
, 136
Xe
; 144
Nd
, 150
Nd
; 147
Sm
, 148
Sm
; in 235
U
, 238
U
).
Starost Zemlje znaša 4,58×109 let (4,6 milijarde let), zato mora iz praktičnih razlogov razpolovni čas podanih nuklidov biti večji od približno 108 let (100 milijonov let). Na primer. za nuklid z razpolovno dobo 6×107 let (60 milijonov let)  to pomeni, da je razpolovni čas 77 potekel, kar pomeni, da za vsak mol (6,02×1023 atomov) tega nuklida, ki je bil prisoten pri nastanku Zemlje, danes ostanejo le še 4 atomi.
Štirje najmanj kratkoživi prvobitni nuklidi (tj. nuklidi z najkrajšim razpolovnim časom), ki so bili neizpodbitno eksperimentalno preverjeni, so 232
Th
 (1,4 x 1010 let), 238
U
 (4,5 x 109 let), 40
K
 (1,25 x 109 let) in 235
U
 (7,0 x 108 let).
To so 4 nuklidi z razpolovnimi časi, ki so primerljivi ali nekoliko manjši od ocenjene starosti vesolja. (232
Th
 ima razpolovno dobo nekoliko daljšo od starosti vesolja.) Za celoten seznam 34 znanih prvobitnih radionuklidov, vključno s sledečimi 30-timi z razpolovnimi časi, ki so precej daljši od starosti vesolja, glej celotni seznam spodaj. Za praktične namene lahko nuklide z razpolovnimi časi, ki so veliko daljši od starosti vesolja, obravnavamo kot stabilne. 232
Th
 in 238
U
 imata razpolovni čas dovolj dolg, da je njihovo propadanje omejeno v geoloških časovnih skalah; 40
K
 in 235
U
 imata krajšo razpolovno dobo, vendar še vedno dovolj dolgoživa, da lahko se v naravi še nahajata.
Naslednji nabolj dolgoživi nuklid je 244
Pu
 z razpolovno dobo 8,08×107 let. Poročali so, da v naravi obstaja kot prvobitni nuklid, čeprav ga kasnejše raziskave niso odkrile. Drugi najbolj dolgoživi izotop, za katerega ni dokazano, da je prvobiten je 146
Sm
, ki ima razpolovno dobo 6,8×107 let, približno dvakrat večjo kot tretji najbolj dolgoživi tak izotop 92
Nb
 (3,5×107 let). Ob upoštevanju, da morajo vsi ti nuklidi obstajati najmanj 4,6×109 let. mora 244
Pu
 obstati 57 razpolovnih časov (in se zato zmanjša za faktor 257 ≈ 1,4×1017), 146
Sm
 mora obstati 67 (in se zmanjša za 267 ≈ 1,5×1020), 92
Nb
 pa mora obstati 130 (in se zmanjša za 2 130 ≈ 1,4×1039). Matematično bi bilo treba ob upoštevanju verjetne začetne pogostosti teh nuklidov prvobitna 244
Pu
 in 146
Sm
 obstajati nekje znotraj Zemlje, četudi jih ni mogoče identificirati v sorazmerno majhnem delu Zemljine skorje, ki je na voljo človeškim testom, medtem ko92
Nb
 in vsi kratkoživi nuklidi ne bi smeli obstajati. Nukleide, kot je 92
Nb
, ki so bili v prvotni sončni meglici, ampak so že davno popolnoma izginili, imenujemo izumrli radionuklidi, če nimajo drugega načina za regeneracijo.
Ker so prvobitni kemični elementi pogosto sestavljeni iz več kot enega prvobitnega izotopa, obstaja samo 83 različnih prvobitnih kemičnih elementov.

## Prvobitni elementi
Obstaja 252 stabilnih in 34 radioaktivnih prvobitnih nuklidov, vendar le 80 prvobitnih stabilnih elementov (1 do 82, tj. od vodika do svinca, razen 43 in 61, tehnecij in prometij) in trije radioaktivni prvobitni elementi (bizmut, torij in uran). Bizmutov razpolovni čas je tako dolg, da ga pogosto uvrščamo med 80 prvobitnih stabilnih elementov, saj njegova radioaktivnost ni zaskrbljujoča. Število elementov je manjše od števila nuklidov, ker je veliko prvobitnih elementov predstavljenih z več izotopi. 

## Radioaktivni prvobitni nuklidi
| Št. | Nuklid                  | Energija | Razpolovni- čas (leta) | Tip razpada       | Razpadna energija (MeV) | Približno razmerje razp.čas do starosti vesolja |             |
| --- | ----------------------- | -------- | ---------------------- | ----------------- | ----------------------- | ----------------------------------------------- | ----------- |
| 253 | 128 Te                  | 8,743261 | 2,2×1024               | 2 β−              | 2,530                   | 160 bilijonov                                   |             |
| 254 | 124 Xe                  | 8,778264 | 1,8×1022               | KK                | 2,864                   | 1 bilijon                                       |             |
| 255 | 78 Kr                   | 9,022349 | 9,2×1021               | KK                | 2,846                   | 670 milijard                                    |             |
| 256 | 136 Xe                  | 8,706805 | 2,165×1021             | 2 β−              | 2,462                   | 150 milijard                                    |             |
| 257 | 76 Ge                   | 9,034656 | 1,8×1021               | 2 β−              | 2,039                   | 130 milijard                                    |             |
| 258 | data-sort-value="130,5" | 130 Ba   | 8,742574               | 1,2×1021          | KK                      | 2,620                                           | 90 milijard |
| 259 | 82 Se                   | 9,017596 | 1,1×1020               | 2 β−              | 2,995                   | 8 milijard                                      |             |
| 260 | 116 Cd                  | 8,836146 | 3,102×1019             | 2 β−              | 2,809                   | 2 milijardi                                     |             |
| 261 | 48 Ca                   | 8,992452 | 2,301×1019             | 2 β−              | 4,274; 0,0058           | 2 milijardi                                     |             |
| 262 | 209 Bi                  | 8,158689 | 2,01×1019              | α                 | 3,137                   | 1 milijarda                                     |             |
| 263 | 96 Zr                   | 8,961359 | 2,0×1019               | 2 β−              | 3,4                     | 1 milijarda                                     |             |
| 264 | 130 Te                  | 8,766578 | 8,806×1018             | 2 β−              | 0,868                   | 600 milijonov                                   |             |
| 265 | 150 Nd                  | 8,562594 | 7,905×1018             | 2 β−              | 3,367                   | 600 milijonov                                   |             |
| 266 | 100 Mo                  | 8,933167 | 7,804×1018             | 2 β−              | 3,035                   | 600 milijonov                                   |             |
| 267 | 151 Eu                  | 8,565759 | 5,004×1018             | α                 | 1,9644                  | 300 milijonov                                   |             |
| 268 | 180 W                   | 8,347127 | 1,801×1018             | α                 | 2,509                   | 100 milijonov                                   |             |
| 269 | 50 V                    | 9,055759 | 1,4×1017               | β+ ali β−         | 2,205; 1,038            | 10 milijonov                                    |             |
| 270 | 113 Cd                  | 8,859372 | 7,7×1015               | β−                | 0,321                   | 600.000                                         |             |
| 271 | 148 Sm                  | 8,607423 | 7,005×1015             | α                 | 1,986                   | 500.000                                         |             |
| 272 | 144 Nd                  | 8,652947 | 2,292×1015             | α                 | 1,905                   | 200.000                                         |             |
| 273 | 186 Os                  | 8,302508 | 2,002×1015             | α                 | 2,823                   | 100.000                                         |             |
| 274 | 174 Hf                  | 8,392287 | 2,002×1015             | α                 | 2,497                   | 100,000                                         |             |
| 275 | 115 In                  | 8,849910 | 4,4×1014               | β−                | 0,499                   | 30.000                                          |             |
| 276 | 152 Gd                  | 8,562868 | 1,1×1014               | α                 | 2,203                   | 8000                                            |             |
| 277 | 190 Pt                  | 8,267764 | 6,5×1011               | α                 | 3,252                   | 47                                              |             |
| 278 | 147 Sm                  | 8,610593 | 1,061×1011             | α                 | 2,310                   | 7,7                                             |             |
| 279 | 138 La                  | 8,698320 | 1,021×1011             | K ali β−          | 1,737; 1,044            | 7,4                                             |             |
| 280 | 87 Rb                   | 9,043718 | 4,972×10               | β−                | 0,283                   | 3,6                                             |             |
| 281 | 187 Re                  | 8,291732 | 4,122×10               | β−                | 0,0026                  | 3                                               |             |
| 282 | 176 Lu                  | 8,374665 | 3,764×10               | β−                | 1,193                   | 2,7                                             |             |
| 283 | 232 Th                  | 7,918533 | 1,405×10               | α ali SF          | 4,083                   | 1                                               |             |
| 284 | 238 U                   | 7,872551 | 4,468×109              | α ali SF ali 2 β− | 4,270                   | 0,3                                             |             |
| 285 | 40 K                    | 8,909707 | 1,251×109              | β− ali K ali β+   | 1,311; 1,505; 1,505     | 0,09                                            |             |
| 286 | 235 U                   | 7,897198 | 7,038×108              | α ali SF          | 4,679                   | 0,05                                            |             |

#### Legenda
Št. (število)
Tekoče pozitivno število za namene sklicevanja. V prihodnosti se te številke lahko rahlo spremenijo, ker je danes klasificiranih 162 nuklidov kot stabilnih, ki pa so lahko teoretično nestabilni. Število se začne pri 253, ki sledi 252 stabilnim nuklidom.
Nuklid
Identifikator nuklida je podan z masnim številom A in simbolom kemijskega elementa.
Energija
Masa povprečnega nukleona tega nukleida ralativno na maso nevtrona (zato imajo vsi nuklidi imajo pozitivno vrednost) v MeV/c2, formalno: mn − mnuklid / A.
Razpolovni čas
Vsi časi so podani v letih.
tip razpada
| α    | α razpad                 |
| β−   | β− razpad                |
| K    | zajetje elektrona        |
| KK   | dvojno zajetje elektrona |
| β+   | β+ razpad                |
| SF   | spontana jedrska cepitev |
| 2 β− | dvojni β− razpad         |
| 2 β+ | dvojni β+ razpad         |
| I    | izomerski prehod         |
| p    | emisija protona          |
| n    | emisija nevtrona         |
Razpadna energija
Več vrednosti za (maksimalno) razpadno energijo v MeV so označene v vrstnem redu glede na tip razpada.